# Miso-Suppe
Miso-Suppe (japanisch 味噌汁 miso shiru) ist ein japanisches Nationalgericht. Die Hauptgeschmacksgeber sind Dashi (Fischsud) und Miso (Sojabohnenpaste). Feste Bestandteile bzw. Suppeneinlagen sind z. B. kleine Tofustücke, Wakame (dünne grüne Meeresalgen, genauer Braunalgen) und Frühlingszwiebeln. Je nach Jahreszeit können die Zutaten variieren, sodass auch manchmal Pilze wie Shiitake in der Suppe (Brühe) zu finden sind.
Miso-Suppe ist eine von zwei Grundsuppentypen der japanischen Küche – die andere ist Suimono, klare Suppe. Eintöpfe werden als Nabemono bezeichnet.

## Stellung in der japanischen Küche
Die Miso-Suppe kann als Vorspeise oder als Teil der Hauptspeise serviert werden. In Japan ist sie jedoch vor allem zum traditionellen Frühstück üblich, wo sie zusammen mit Reis aufgetischt wird. Allerdings bevorzugt heutzutage ein großer Teil der Japaner das westliche Frühstück.
An Neujahr wird die Miso-Suppe oft durch Zugabe von Mochi (Reiskuchen) verfeinert, die in der Suppe mitgekocht und dadurch weich werden.
Miso-Suppe wird in Japan nur sehr selten mit einem Löffel, sondern meistens mit Stäbchen serviert: Dabei werden die festen Bestandteile mit den Stäbchen gegessen und die Suppe aus der Schüssel (Schälchen) getrunken.

## Zubereitung
In die Dashi wird das Miso gut eingerührt, bis die Suppe den gewünschten Geschmack angenommen hat. Es wird empfohlen, die Miso-Suppe nicht zu kochen, sondern lediglich zu erwärmen: Dadurch werden ein Ausflocken der Miso-Paste und ein Geschmacksverlust verhindert. Zudem können zu hohe Temperaturen die wertvollen probiotischen Bakterien in der Paste zerstören. Zur Erhaltung der Vorteile der Miso-Paste sollte sie daher erst kurz vor dem Servieren zu den Speisen gegeben werden. In vielen Asiashops gibt es die Miso-Suppe auch als Instantpulver oder als helle oder dunkle Paste für würzigen bis herben Geschmack.